# Tour de Hongrie 2024
Il Tour de Hongrie 2024 (it. Giro d'Ungheria 2024), quarantacinquesima edizione della corsa e valevole come ventiduesima prova dell'UCI ProSeries 2024 categoria 2.Pro, si svolse in 5 tappe dall'8 al 12 maggio su un percorso di 849,6 km, con partenza da Karcag e arrivo a Pécs, in Ungheria. La vittoria fu appannaggio del belga Thibau Nys, il quale completò il percorso in 19h36'00", alla media di 43,571 km/h, precedendo il tedesco Emanuel Buchmann e l'olandese Wout Poels.
Sul traguardo di Pécs 108 ciclisti, dei 119 partiti da Karcag, portarono a termine la manifestazione.

## Tappe
| Tappa  | Data      | Percorso                           | km    | Vincitore di tappa | Leader cl. generale |
| ------ | --------- | ---------------------------------- | ----- | ------------------ | ------------------- |
| 1ª     | 8 maggio  | Karcag > Hajdúszoboszló            | 166,1 | Sam Welsford       | Sam Welsford        |
| 2ª     | 9 maggio  | Tokaj > Kazincbarcika              | 162,1 | Mark Cavendish     | Martin Voltr        |
| 3ª     | 10 maggio | Kazincbarcika > Gyöngyös-Kékestető | 182,7 | Thibau Nys         | Thibau Nys          |
| 4ª     | 11 maggio | Budapest > Etyek                   | 165,5 | Thibau Nys         | Thibau Nys          |
| 5ª     | 12 maggio | Siófok > Pécs                      | 173,2 | Wout Poels         | Thibau Nys          |
| Totale | Totale    | Totale                             | 849,6 |                    |                     |

## Squadre e corridori partecipanti
| N.    | Cod. | Squadra                   |
| ----- | ---- | ------------------------- |
| 1-6   | UAD  | UAE Team Emirates         |
| 11-16 | IGD  | Ineos Grenadiers          |
| 21-26 | JAY  | Team Jayco AlUla          |
| 31-36 | LTK  | Lidl-Trek                 |
| 41-45 | DFP  | Team DSM-Firmenich PostNL |
| 51-56 | BOH  | Bora-Hansgrohe            |
| 61-66 | TBV  | Bahrain Victorious        |
| 71-76 | AST  | Astana Qazaqstan Team     |
| 81-86 | PTK  | Team Polti Kometa         |
| 91-96 | TUD  | Tudor Pro Cycling Team    |

| N.      | Cod. | Squadra                      |
| ------- | ---- | ---------------------------- |
| 101-106 | LTD  | Lotto Dstny                  |
| 111-116 | Q36  | Q36.5 Pro Cycling Team       |
| 121-126 | TFB  | Team Flanders-Baloise        |
| 131-136 | EUS  | Euskaltel-Euskadi            |
| 141-146 | COR  | Corratec Vini Fantini        |
| 151-156 | TDT  | TDT-Unibet Cycling Team      |
| 161-166 | EPR  | Epronex-Hungary Cycling Team |
| 171-176 | MBH  | Team MBH Bank Colpack Ballan |
| 181-186 | PBC  | Pierre Baguette Cycling      |
| 191-196 | HUN  | Ungheria                     |

## Dettagli delle tappe

### 1ª tappa
- 8 maggio: Karcag > Hajdúszoboszló - 166,1 km

Risultati
| Pos. | Corridore       | Squadra  | Tempo    |
| ---- | --------------- | -------- | -------- |
| 1    | Sam Welsford    | Bora     | 3h52'48" |
| 2    | Samuel Quaranta | Colpack  | s.t.     |
| 3    | Jakub Mareczko  | Corratec | s.t.     |

| Pos. | Corridore       | Squadra  | Tempo    |
| ---- | --------------- | -------- | -------- |
| 1    | Sam Welsford    | Bora     | 3h52'38" |
| 2    | Martin Voltr    | Baguette | a 3"     |
| 3    | Samuel Quaranta | Colpack  | a 4"     |

### 2ª tappa
- 9 maggio: Tokaj > Kazincbarcika - 162,1 km

Risultati
| Pos. | Corridore         | Squadra   | Tempo    |
| ---- | ----------------- | --------- | -------- |
| 1    | Mark Cavendish    | Astana    | 3h45'11" |
| 2    | Dylan Groenewegen | Jayco     | s.t.     |
| 3    | Jon Aberasturi    | Euskaltel | s.t.     |

| Pos. | Corridore      | Squadra  | Tempo    |
| ---- | -------------- | -------- | -------- |
| 1    | Martin Voltr   | Baguette | 7h37'44" |
| 2    | Mark Cavendish | Astana   | a 5"     |
| 3    | Sam Welsford   | Bora     | s.t.     |

### 3ª tappa
- 10 maggio: Kazincbarcika > Gyöngyös-Kékestető - 182,7 km

Risultati
| Pos. | Corridore        | Squadra | Tempo    |
| ---- | ---------------- | ------- | -------- |
| 1    | Thibau Nys       | Lidl    | 4h31'52" |
| 2    | Diego Ulissi     | UAE     | s.t.     |
| 3    | Emanuel Buchmann | Bora    | s.t.     |

| Pos. | Corridore        | Squadra | Tempo     |
| ---- | ---------------- | ------- | --------- |
| 1    | Thibau Nys       | Lidl    | 12h09'41" |
| 2    | Diego Ulissi     | UAE     | a 4"      |
| 3    | Emanuel Buchmann | Bora    | a 6"      |

### 4ª tappa
- 11 maggio: Budapest > Etyek - 165,5 km

Risultati
| Pos. | Corridore      | Squadra | Tempo    |
| ---- | -------------- | ------- | -------- |
| 1    | Thibau Nys     | Lidl    | 3h33'02" |
| 2    | Marc Hirschi   | UAE     | s.t.     |
| 3    | Yannis Voisard | Tudor   | s.t.     |

| Pos. | Corridore        | Squadra | Tempo     |
| ---- | ---------------- | ------- | --------- |
| 1    | Thibau Nys       | Lidl    | 15h42'33" |
| 2    | Diego Ulissi     | UAE     | a 14"     |
| 3    | Emanuel Buchmann | Bora    | a 16"     |

### 5ª tappa
- 12 maggio: Siófok > Pécs - 173,2 km

Risultati
| Pos. | Corridore        | Squadra | Tempo    |
| ---- | ---------------- | ------- | -------- |
| 1    | Wout Poels       | Bahrain | 3h53'27" |
| 2    | Damien Howson    | Q36.5   | s.t.     |
| 3    | Emanuel Buchmann | Bora    | s.t.     |

| Pos. | Corridore        | Squadra | Tempo     |
| ---- | ---------------- | ------- | --------- |
| 1    | Thibau Nys       | Lidl    | 19h36'00" |
| 2    | Emanuel Buchmann | Bora    | a 12"     |
| 3    | Wout Poels       | Bahrain | a 18"     |

## Evoluzione delle classifiche
| Tappa              | Vincitore          | Classifica generale Maglia gialla | Classifica punti Maglia verde | Classifica scalatori Maglia rossa | Classifica miglior ungherese Maglia bianca | Classifica a squadre    |
| ------------------ | ------------------ | --------------------------------- | ----------------------------- | --------------------------------- | ------------------------------------------ | ----------------------- |
| 1ª                 | Sam Welsford       | Sam Welsford                      | Sam Welsford                  | non assegnata                     | Balázs Rózsa                               | Pierre Baguette Cycling |
| 2ª                 | Mark Cavendish     | Martin Voltr                      | Martin Voltr                  | Siebe Deweirdt                    | Zsolt Istlstekker                          | Pierre Baguette Cycling |
| 3ª                 | Thibau Nys         | Thibau Nys                        | Martin Voltr                  | Siebe Deweirdt                    | Márton Dina                                | UAE Team Emirates       |
| 4ª                 | Thibau Nys         | Thibau Nys                        | Thibau Nys                    | Siebe Deweirdt                    | Márton Dina                                | UAE Team Emirates       |
| 5ª                 | Wout Poels         | Thibau Nys                        | Thibau Nys                    | Siebe Deweirdt                    | Márton Dina                                | Q36.5 Pro Cycling Team  |
| Classifiche finali | Classifiche finali | Thibau Nys                        | Thibau Nys                    | Siebe Deweirdt                    | Márton Dina                                | Q36.5 Pro Cycling Team  |

Maglie indossate da altri ciclisti in caso di due o più maglie vinte
- Nella 2ª tappa Samuel Quaranta ha indossato la maglia verde al posto di Sam Welsford.
- Nella 3ª tappa Mark Cavendish ha indossato la maglia verde al posto di Martin Voltr.
- Nella 5ª tappa Martin Voltr ha indossato la maglia verde al posto di Thibau Nys.

## Classifiche finali

### Classifica generale - Maglia gialla
| Pos. | Corridore       | Squadra | Tempo     |
| ---- | --------------- | ------- | --------- |
| 1    | Thibau Nys      | Lidl    | 19h36'00" |
| 2    | E. Buchmann     | Bora    | a 12"     |
| 3    | Wout Poels      | Bahrain | a 18"     |
| 4    | Diego Ulissi    | UAE     | a 19"     |
| 5    | Marc Hirschi    | UAE     | a 36"     |
| 6    | Harm Vanhoucke  | Lotto   | s.t.      |
| 7    | Callum Scotson  | Jayco   | s.t.      |
| 8    | Damien Howson   | Q36.5   | a 40"     |
| 9    | Óscar Rodríguez | Ineos   | a 59"     |
| 10   | Yannis Voisard  | Tudor   | a 1'02"   |

### Classifica a punti - Maglia verde
| Pos. | Corridore       | Squadra  | Punti |
| ---- | --------------- | -------- | ----- |
| 1    | Thibau Nys      | Lidl     | 38    |
| 2    | Mark Cavendish  | Astana   | 35    |
| 3    | Martin Voltr    | Baguette | 24    |
| 4    | Manuel Peñalver | Polti    | 24    |
| 5    | Wout Poels      | Bahrain  | 22    |

### Classifica scalatori - Maglia rossa
| Pos. | Corridore           | Squadra  | Punti |
| ---- | ------------------- | -------- | ----- |
| 1    | Siebe Deweirdt      | Flanders | 21    |
| 2    | Vincent Van Hemelen | Flanders | 20    |
| 3    | Thibau Nys          | Lidl     | 17    |
| 4    | Wout Poels          | Bahrain  | 14    |
| 5    | Christian Bagatin   | Colpack  | 12    |

### Classifica miglior ungherese - Maglia bianca
| Pos. | Corridore         | Squadra  | Tempo     |
| ---- | ----------------- | -------- | --------- |
| 1    | Márton Dina       | Ungheria | 19h37'19" |
| 2    | Márk Valent       | Colpack  | a 8'14"   |
| 3    | Erik Fetter       | Polti    | a 10'12"  |
| 4    | Zétény Szijártó   | Ungheria | a 13'38"  |
| 5    | Bálint Feldhoffer | Ungheria | a 14'02"  |

### Classifica a squadre
| Pos. | Squadra                | Tempo     |
| ---- | ---------------------- | --------- |
| 1    | Q36.5 Pro Cycling Team | 58h52'20" |
| 2    | UAE Team Emirates      | a 11"     |
| 3    | Bora-Hansgrohe         | a 49"     |
| 4    | Lidl-Trek              | a 1'02"   |
| 5    | Lotto Dstny            | a 1'42"   |